# Котляревская-Крафт, Мария Алексеевна
Мария Алексеевна Котляревская-Крафт (24 марта 1922, Витебск — 27 августа 2012) —  Заслуженный работник культуры Российской Федерации, почётный работник культуры Новосибирской области, музыковед, педагог, психолог, просветитель. Преподаватель теории музыки и сольфеджио в детской музыкальной школе № 1 (Новосибирск) и Новосибирском музыкальном колледже имени А. Ф. Мурова.

## Биография
Родилась 24 марта 1922 года в Витебске (современная Белоруссия) в семье музыкантов. Отец — А. Ф. Штейн, потомственный музыкант, который внёс большой вклад в основание новосибирского музыкального образования; мать — Т. М. Котляревская, пианистка.
Мария закончила детскую музыкальную школу №1 в Новосибирске, одним из основателей которой был ее отец.
В 1952 году окончила Ташкентскую государственную консерваторию.
21 сентября 1998 года удостоена звания Заслуженного работника культуры России.
Умерла 27 августа 2012 года. Похоронена на Заельцовском кладбище Новосибирска.

## Педагогическая деятельность
Преподавала сольфеджио и теорию музыки в детской музыкальной школе № 1 и Новосибирском музыкальном колледже.
Активно пропагандировала и развивала метод релятивной сольмизации, разрабатывала учебные пособия, известные по всей стране.
Авторская методика и учебники Котляревской стали образовательной основой для многих поколений начинающих музыкантов. Свой продолжительный педагогический опыт выразила в монографии, составленной по лекциям для студентов Новосибирского музыкального колледжа и преподавателей школ в различных городах России.

## Работы
- популярных учебников «Сольфеджио»[4] (выходивших в Новосибирске и Ленинграде),
- книги «Приобщение к творчеству»[5] (в соавт. с Л.Л. Штуденом, 1987). Книга-размышление о становлении творческой личности ребенка и путях развития музыкальной педагогики,[6]
- книги «Промолчать не смогу…»[7] (2000, 2005), изданной Новосибирским Областным Российско-Немецким Домом при поддержке Минфедерации России. В ней в оригинальной форме и доступно изложена методика и система музыкального и общеэстетического воспитания учащихся, автор делится своими размышлениями и наблюдениями.

Фильм о Марии Алексеевне - "Наследница Мария".

## Семья
- Дед (по отцовской линии) — Фёдор Фёдорович (Теодор) Штейн (1819—1893) — знаменитый немецкий пианист и импровизатор.
- Дед (по материнской линии) - Михаил Михайлович Котляревский был губернатором города Вильно, статским советником при императоре Николае II.
- Отец — Алексей Фёдорович Штейн (1870—1959) — пианист и педагог. Преподавал в Смольном и Елизаветинском институтах благородных девиц, Петербургской (Петроградской) консерватории.
- Мать - Татьяна Михайловна Котляревская [8]– известная пианистка, преподаватель Ташкентской государственной консерватории.
- Дядя — Евгений Фёдорович Штейн (1869-1961), российский дипломат.
- Дядя — Модест Фёдорович Штейн (1876—1908); сведений о жизни нет.
- Тетя — Вера (Любовь) Фёдоровна Штейн (1881—1971) — скульптор и художник. Училась в Петербургской Академии Художеств.

Первый муж - Абрам Портнов.
- сын Михаил Абрамович Портнов (02.12.1940 - 22.05.2012)

Второй муж - Владимир Александрович Крафт
- дочь Ольга Кибис (Крафт)